# 佐橋俊彥
佐橋俊彥（1959年11月12日—），出身於日本東京都，是一位日本作曲家。1986年畢業於東京藝術大學音樂學部作曲科。佐橋曾為動畫（包括OVA、電影）、電視遊戲、電影、戲劇、以及音樂劇寫曲。
他的作品包括閃電霹靂車(SAGA、SIN)、機動戰士GUNDAM SEED、機動戰士GUNDAM SEED DESTINY、神槍少女、哨聲響起、驚爆危機、以及SIMOUN。與他共事的倫敦交響樂團已經出版了兩張專輯，分別是改編自機動戰士GUNDAM SEED以及機動戰士GUNDAM SEED DESTINY。
他的作品富有交響性與古典感，証明他在西洋古典音樂的訓練很扎實。他也常使用鍵盤樂器製造良好的音效在音樂中。

## 主要作品

### 電視節目
- 大家的体操（NHK）
- BSジュニアのど自慢（NHK・BS2 1999年4月～2002年9月まで同番組のテーマ曲を担当）
- 紅白歌合戰（NHK　1991年から1994年まで　テーマ曲を作曲）

### 電影
- THE MOTION PICTURE 餓狼伝説（1994年）
- レジェンドオブクリスタニア はじまりの冒険者たち（1995年）大島ミチルとの連名
- (ハル)（1996年）
- 史上最大作弊戰爭（1996年）
- 心跳回憶（1997年）
- 甜心戰士F（1996年）
- マグニチュード（1997年）
- 刑法第39条（1998年）
- お受験（1999年）
- ウルトラマンティガ・ウルトラマンダイナ&ウルトラマンガイア 超時空の大決戦（1999年）
- ドリームメーカー（1999年）
- 烏龍派出所 THE MOVIE（1999年）
- 世界奇妙物語 映画の特別編（2000年）
- 柏拉圖式性愛（2001年）
- 仮面ライダーアギト PROJECT G4（2001年）
- ぷりてぃ・ウーマン（2002年）
- 金肉人II世（2003年）（編曲のみ。作曲は渡部チェル）
- こちら葛飾区亀有公園前派出所 THE MOVIE2 UFO襲来! トルネード大作戦!!（2003年）
- 假面騎士響鬼與七人的戰鬼（2005年）
- ウルトラマンメビウス&ウルトラ兄弟（2006年）
- 假面騎士電王劇場版之《老子，誕生!》（ 俺、誕生!）（2007年）
- 假面騎士電王劇場版之CLIMAX刑事（2008年）
- 豐臣公主（2011年）

### 電視劇
- 男の選びかた（1997年、富士電視台）
- 素敵に女ざかり（1998年、NHK）
- 板橋マダムス（1998年、富士電視台）
- 小市民ケーン（1998年、富士電視台）
- 催眠（2000年、TBS）
- 救命病棟24時（2001年、2005年、富士電視台）
- 明日があるさ（2001年、日本電視台）
- 東京庭付き一戸建て（2002年、日本電視台）
- ぼくらはみんな生きている（2003年、朝日電視台）
- 犬神家の一族（2003年、富士電視台）
- 太閤記～サルと呼ばれた男～（2003年、富士電視台）
- ドラマ愛の詩「ミニモニ。でブレーメンの音楽隊」（2004年、NHK教育電視台）
- 八墓村（2004年、富士電視台）
- 徳川綱吉 イヌと呼ばれた男（2004年、富士電視台）
- ワンダフルライフ（2004年、富士電視台）
- 恋におちたら～僕の成功の秘密～（2005年、富士電視台）
- 刑事部屋～六本木おかしな捜査班～（2005年、朝日電視台）
- 女刑事みずき～京都洛西署物語～（2005年、2007年、朝日電視台）
- 女王蜂（2006年1月6日、富士電視台）
- ザ・ヒットパレード（2006年5月26・27日、富士電視台）
- 悪魔が来りて笛を吹く（2007年1月5日、富士電視台）
- 花嫁とパパ（2007年、富士電視台）
- ちりとてちん（2007年、NHK、10月放送予定）

### 特攝作品
- 超人力霸王帕瓦德（1993年、ビデオ作品）
- 激走戰隊CARRANGER（1996年、朝日電視台）
- 星獸戰隊GINGAMAN（1998年、朝日電視台）
- 超人力霸王蓋亞（1998年、毎日放送）
- 假面騎士KUUGA（2000年、朝日電視台）
- 假面騎士AGITO（2001年、朝日電視台）
- 假面騎士響鬼（2005年、朝日電視台）
- 超人力霸王梅比斯（2006年、中部日本放送）
- 假面騎士電王（2007年、朝日電視台）
- 超人力霸王梅比斯外傳 幽靈重生（2009年，OV - 原聲帶協力）
- （2010年、東京電視台）
- 獸電戰隊強龍者（2013年、朝日電視台）
- 假面騎士ZI-O（2018-2019年、朝日電視台）
- 假面騎士Geats（2022-2023年、朝日電視台）

### 動畫
- 大好きムスティー（日语：ムスティ）（1990年）
- 電腦小奇俠（日语：ゲンジ通信あげだま）（1991年）
- 妙廚老爹（1992年）
- GS美神（1993年）
- 餓狼傳說（1993年）
- 小紅帽恰恰（1994年）与手塚理共同配樂
- 霸王大系龍騎士 亞迪傳說（1994年）與奥慶一共同配樂
- 魔法騎士雷阿斯（1994年）
- 閃電霹靂車SAGA（1996年）
- 烏龍派出所（1996年）與米光亮共同配樂
- 甜心戰士F（1997年）
- 超魔神英雄傳（1997年）與朝川朋之共同配樂
- 閃電霹靂車SIN（1998年）
- 星方天使（1999年）
- 鋼鐵天使（1999年）
- The Big O（1999年）
- Hunter × Hunter（1999年）
- 鋼鐵天使二式（2000年）
- 隨風飄的月影蘭（2000年）
- GEAR戰士電童（2000年）
- バンパイヤン・キッズ（2001年）
- 驚爆危機（2002年）
- 哨聲響起（2002年）
- 炸彈小新娘（2002年）
- 機動戰士GUNDAM SEED（2002年）
- The Big O 第二期（2002年）
- 驚爆危機校園篇（2003年）
- 神槍少女（2003年）
- 超變身巫女祈鬥士（2004年）
- 超變身角色扮演前傳（2004年）
- LOVE♥LOVE?（2004年）
- 機動戰士GUNDAM SEED DESTINY（2004年）
- 次元艦隊（2004年）
- 驚爆危機 The Second Raid（2005年）
- 極速方程式（2005年）
- SIMOUN（2006年）
- BLACK BLOOD BROTHERS（2006年）
- 家庭教師HITMAN REBORN!（2006年）
- 元素獵人（2009年）
- 古城荊棘王（2010年）
- Sacred Seven（2011年）
- 圣斗士星矢Ω（2012年）

### 音樂劇、舞台劇
動畫關連
- 緞帶魔法姬（1993年）
- 小紅帽恰恰（1994年）
- りりかSOS（1995年）
- 水色時代（1996年）
- ケロケロちゃいむ（1997年）
- 発明BOYカニパン（1998年）
- リカちゃん（1999年）
- 烏龍派出所（1999年・2003年・2006年 - ）
- Hunter × Hunter（2001年 - ）
- 網球王子舞台劇（2003年 - 2010年）
  - 網球王子舞台劇第二季（2011年 - 2014）
- 銀河天使（2005年 - ）
- 忍者イリュージョンNARUTO（2006年）
- 飛輪少年（2007年 -）

### 獎項
- 新城勁爆兒歌頒獎禮2008－－「新城勁爆兒歌」- 《響》（改編布施明原唱之《始まりの君へ》）

## 外部連結
- 官方網頁（页面存档备份，存于） （日語）
- 動畫網路新聞 - 佐橋俊彥（页面存档备份，存于）